# Sarezzano
Sarezzano là một đô thị ở tỉnh Alessandria trong vùng Piedmont của Italia, có vị trí cách khoảng 100 km về phía đông của Torino và khoảng 25 km về phía đông của Alessandria. Tại thời điểm ngày 31 tháng 12 năm 2004, đô thị này có dân số 1.171 người và diện tích là 13,8 km².
Đô thị Sarezzano có các frazioni (các đơn vị cấp dưới, chủ yếu là các làng) Baracca, Cucco, Palazzina, Rocca Grue, San Ruffino và Sant'Innocenzo.
Sarezzano giáp các đô thị: Berzano di Tortona, Cerreto Grue, Monleale, Montegioco, Tortona, Viguzzolo và Villaromagnano.